# Oncidium alexandrae
Oncidium alexandrae är en orkidéart som först beskrevs av James Bateman, och fick sitt nu gällande namn av Mark W. Chase och Norris Hagan Williams. Oncidium alexandrae ingår i släktet Oncidium och familjen orkidéer. Inga underarter finns listade i Catalogue of Life.

## Bildgalleri

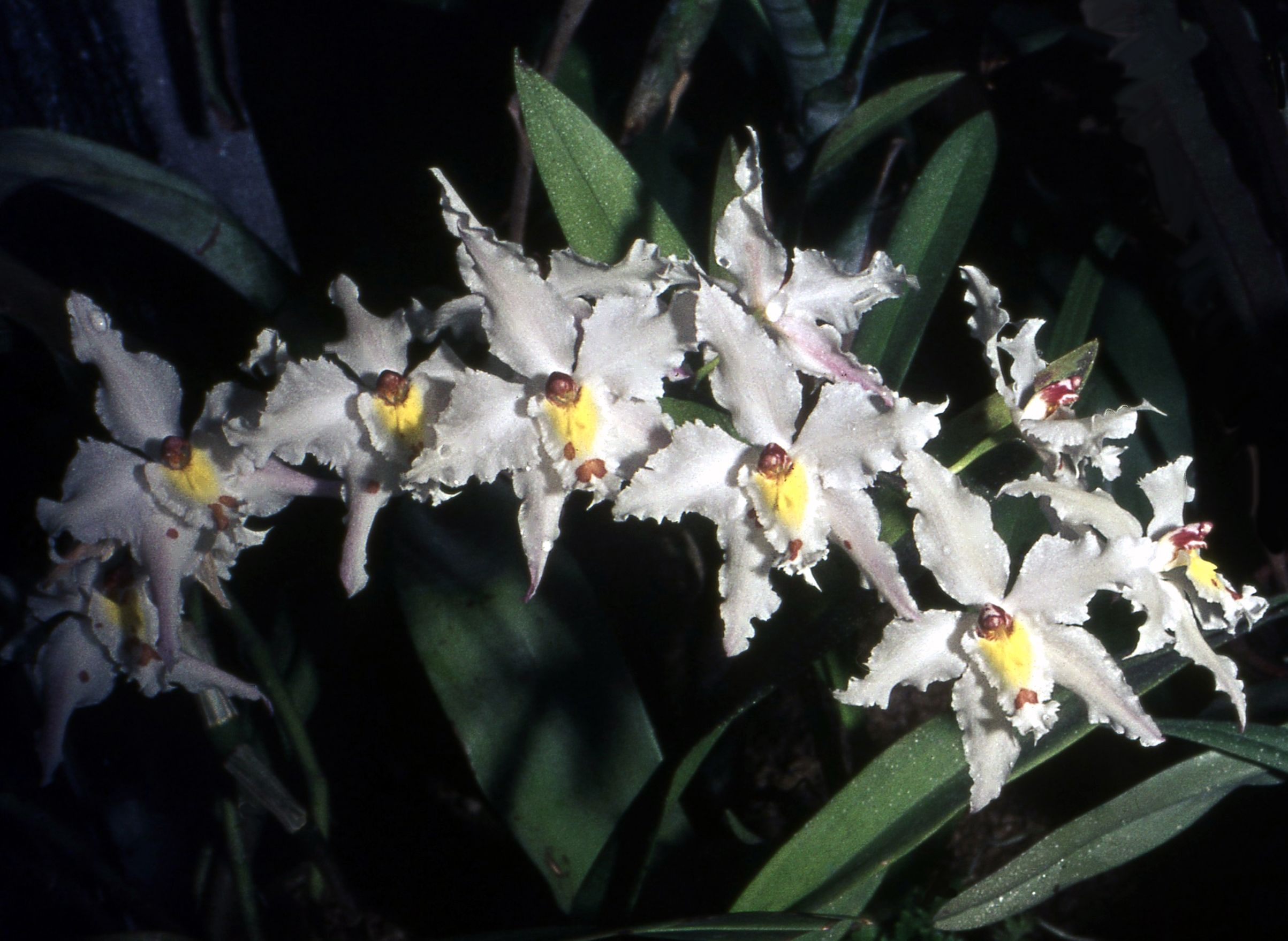
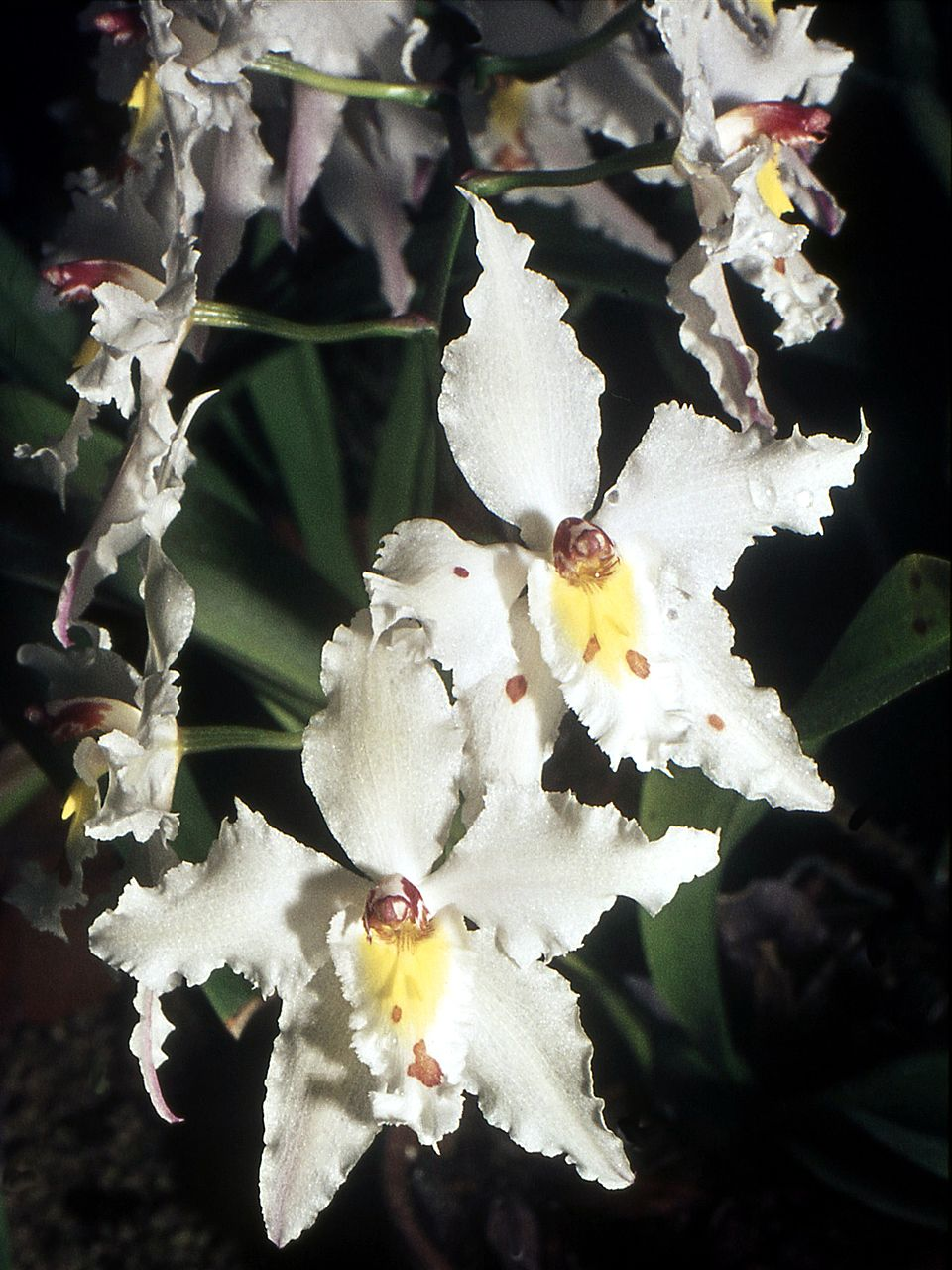
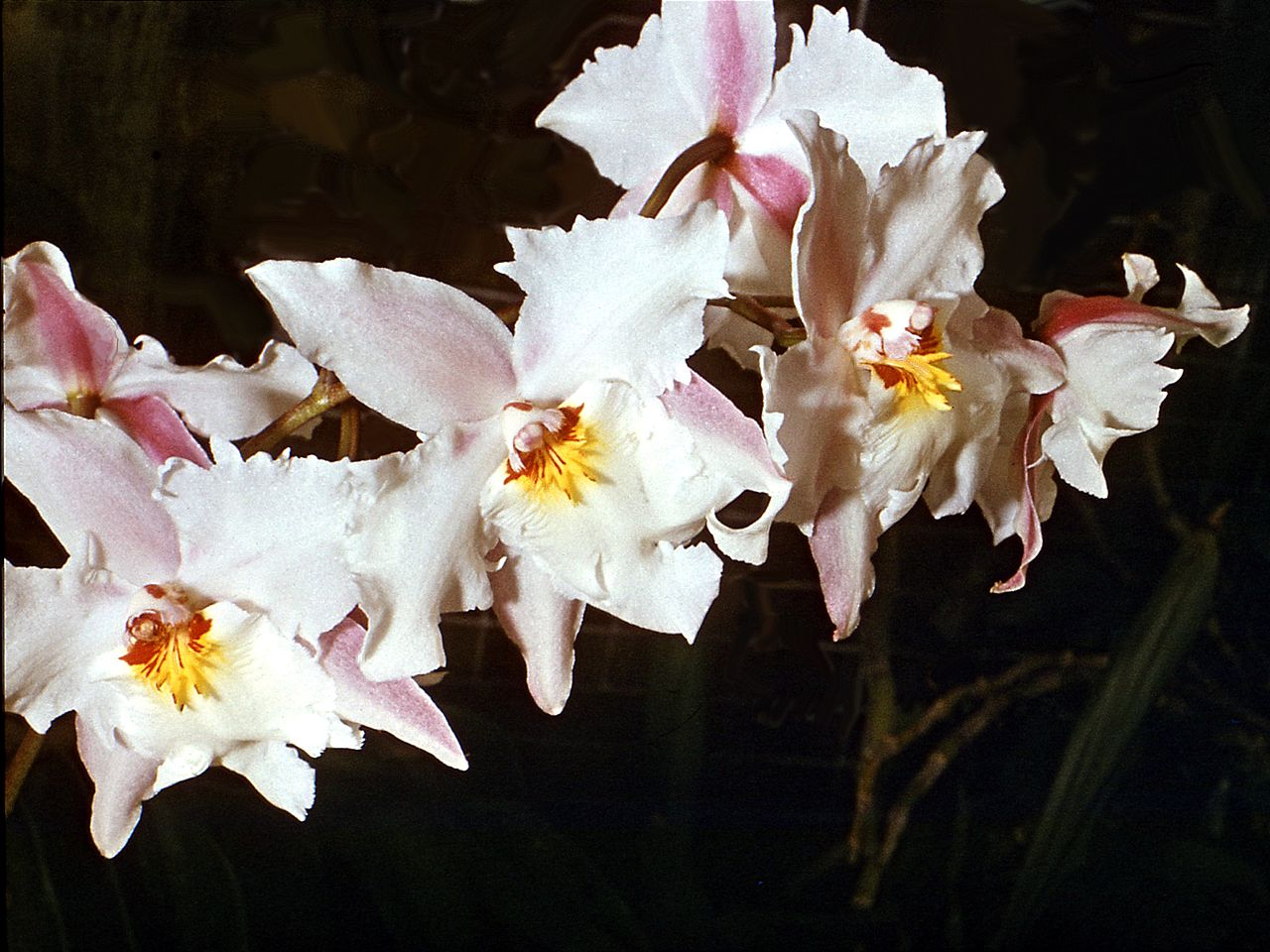
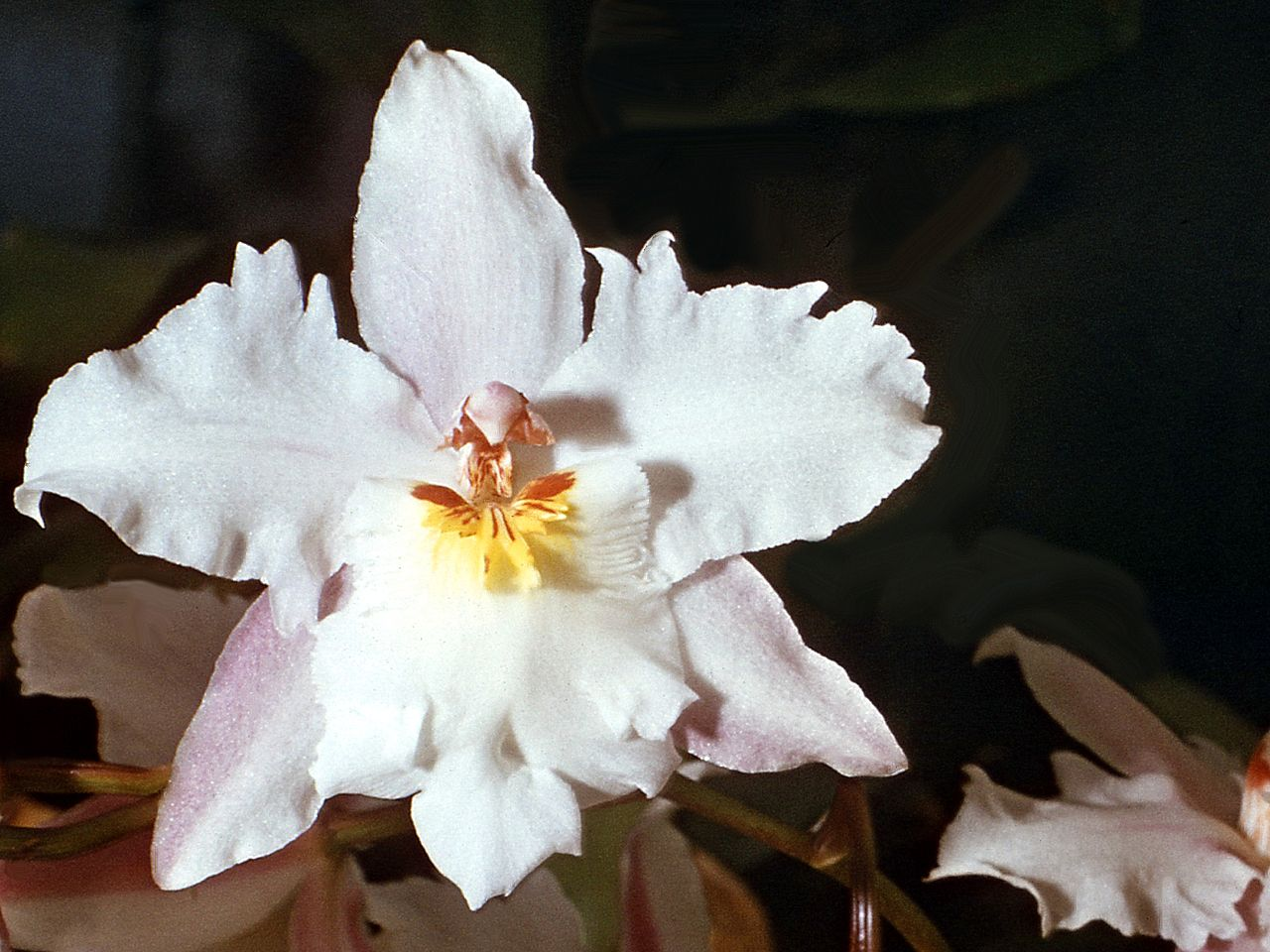
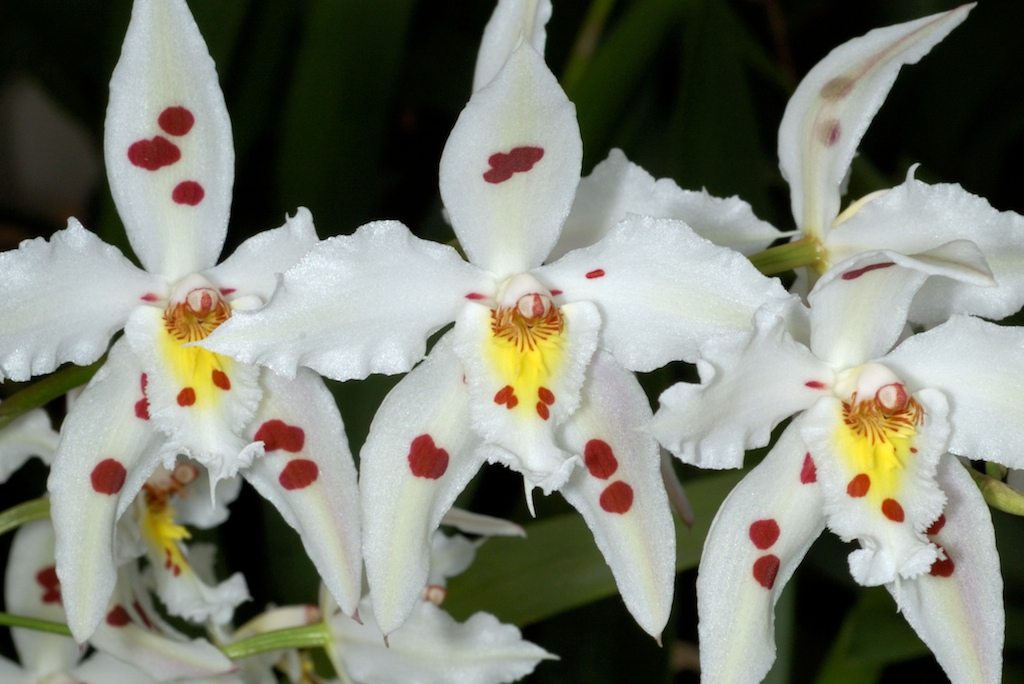
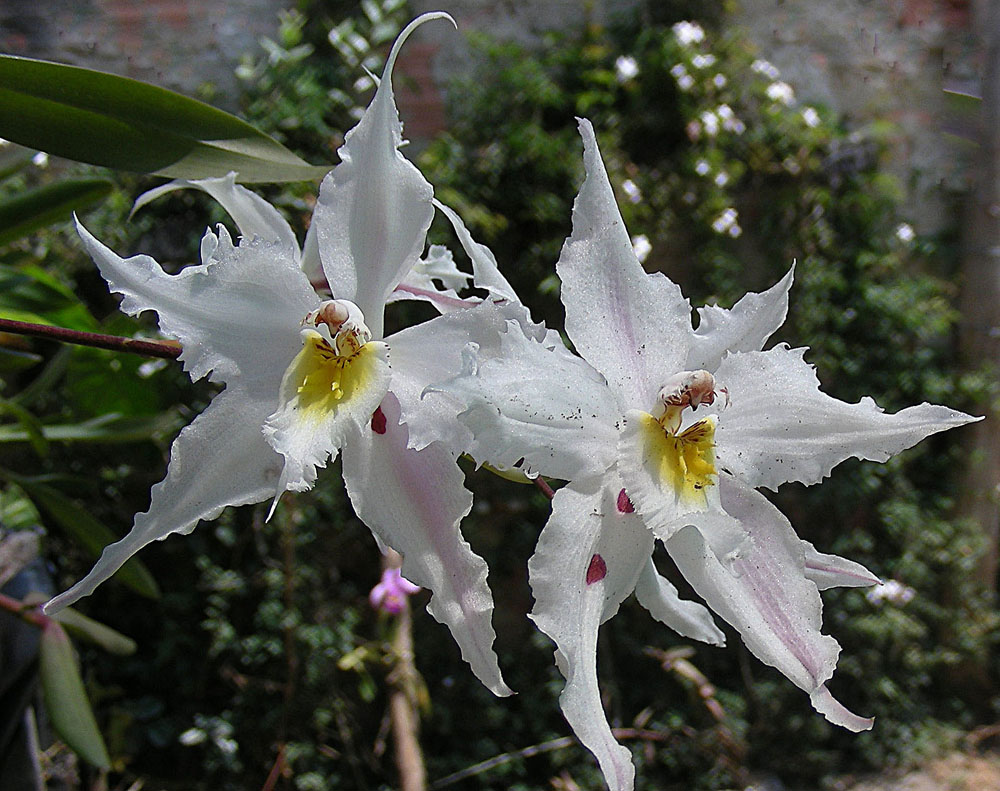